# Torvlöpare
Torvlöpare (Bembidion humerale) är en skalbaggsart som beskrevs av Sturm 1825. Torvlöpare ingår i släktet Bembidion, och familjen jordlöpare. Enligt den finländska rödlistan är arten akut hotad i Finland. Enligt den svenska rödlistan är arten sårbar i Sverige. Arten förekommer i Götaland och Gotland. Arten har tidigare förekommit på Öland och Svealand men är numera lokalt utdöd. Artens livsmiljö är öppna fattigkärr.